# Phtheochroides
Phtheochroides är ett släkte av fjärilar. Phtheochroides ingår i familjen vecklare.
Kladogram enligt Catalogue of Life:
| Phtheochroides | \| \| Phtheochroides apicana \| \| \| \| \| \| Phtheochroides clandestina \| \| \| \| \| \| Phtheochroides vulneratana \| \| \| \| |
|                | \| \| Phtheochroides apicana \| \| \| \| \| \| Phtheochroides clandestina \| \| \| \| \| \| Phtheochroides vulneratana \| \| \| \| |
|                | Phtheochroides apicana |
|                | |
|                | Phtheochroides clandestina |
|                | |
|                | Phtheochroides vulneratana |
|                | |